# Afix
În lingvistică, un afix (de la verbul latinesc afficere „a atașa”) este un morfem numit „legat”, adică ce funcționează numai atașat unei baze, care poate fi o rădăcină, o temă sau un cuvânt independent.
Din punctul de vedere al locului pe care îl ocupă față de baza la care se atașează, afixele se împart în trei tipuri principale: prefixe (care preced baza), sufixe (care urmează baza) și infixe (care sunt inserate într-o bază dată de o rădăcină).
Prin adăugarea de afixe, numită „afixare”, se adaugă altui morfem/altor morfeme informație lexicală sau/și gramaticală. Din acest punct de vedere se disting afixe derivaționale (numite și lexicale) și afixe flexionare (numite și gramaticale). Primele schimbă mai mult sau mai puțin sensul lexical al cuvintelor la care se adaugă, formând cuvinte noi, dar cele din urmă nu îl schimbă, deci nu formează cuvinte noi. Există totuși și afixe al căror sens este în același timp lexical și gramatical, eventual unul din acestea fiind preponderent.
Limbile diferă între ele și prin ponderea folosirii afixelor. Cele în care raporturile gramaticale se exprimă mai ales cu afixe, sunt numite limbi cu afixare, iar în funcție de ponderea prefixelor, respectiv a sufixelor, printre acestea sunt limbi „cu prefixare” (de exemplu cele bantu), și limbi „cu sufixare”, de exemplu latina sau greaca. În cadrul situării limbilor pe scala analitism vs. sintetism, există limbi izolante, care nu folosesc deloc afixe, limbi analitice, în care ponderea afixelor gramaticale este relativ mică, și limbi sintetice, în care ponderea acestora este relativ mare.

## Originea afixelor
Afixele provin din morfeme libere (cuvinte autonome) care au suferit o schimbare de sens, de la unul mai concret la unul mai abstract. De exemplu, în limba engleză, sufixul -hood, care formează substantive abstracte (ex. brotherhood „frăție”), provine de la un substantiv cu sensul „calitate, caracteristică”, cf. haidus din limba gotică și heit din limba germană veche de sus. În starea actuală a limbii se pot observa procese de tranziție de la morfeme libere la afixe.
Părerile diverg în legătură cu faptul dacă unele elemente sunt de compunere sau afixe. Unii autori consideră afix orice element care nu mai există în calitate de cuvânt autonom, de exemplu micro-, macro-, foto-, pseudo-, radio-. Alții numesc afixoide sau semiafixe elemente care continuă să existe și ca morfeme libere. Astfel, ar exista semiprefixe (de exemplu în outlook „priveliște, perspectivă”, din out „afară” + look „privire”) și semisufixe: fireworks „focuri de artificii”, din fire „foc” + works „lucrări”. Alții tratează elementele care provin din cuvinte, dar nu mai sunt folosite ca atare, în cadrul compunerii, și le numesc semicuvinte, de exemplu în hu  alorvos „medic subordonat”, pókféle „specie de păianjen”. Pentru alții sunt de compunere numită savantă elemente care provin din cuvinte ca micro- etc., de pildă fr  insecticide „insecticid” sau dactylographie „dactilografie”.
În gramaticile limbii maghiare, un anumit tip de prefix verbal, numit și preverb, este considerat o parte de vorbire aparte. Acest prefix este prezent și în cuvintele alte părți de vorbire derivate din verbele corespunzătoare. În majoritatea lor, aceste prefixe provin din adverbe, iar unele din substantive. Unele mai funcționează și ca adverbe, de exemplu be „(spre) înăuntru”:
Elindult be a házba „A pornit să intre în casă” (adverb) vs. Bejössz? „Vii înăuntru?”, „Intri?” (prefix verbal).
Alte prefixe verbale nu mai există decât ca atare, de exemplu meg: Jól megvertem „L-am bătut bine”.
Particularitatea acestui tip de prefix este că în unele situații trebuie detașat de verb. De exemplu, verbele auxiliare se intercalează între prefix și verb (ex. Meg fogom verni „Îl/O/Îi/Le voi bate”), iar la imperativ, prefixul ajunge după verb: Verd meg! „Bate-l/-o/-i/-le!” Prefixul nu se detașează însă de cuvintele derivate din verbe.

## Productivitatea afixelor
Afixele se caracterizează și prin gradul lor de productivitate. Foarte productive sunt cele care se aplică majorității cuvintelor aparținând unei anumite părți de vorbire, inclusiv celor nou intrate în limbă. Astfel sunt afixele gramaticale în general, de pildă sufixul en  -ed al formei verbale de trecut simplu. Exemple de afixe lexicale productive sunt:
- ro : prefixul în- (ex. îndulci)[7];
- fr : sufixul -ment (ex. étrangement „în mod ciudat”)[17];
- en : sufixul -er (ex. player „jucător”)[15];
- hu : sufixul -ság/-ség[18] (ex. szépség „frumusețe”)[19];
- hr : prefixul ne- (ex. nečist „necurat”)[20].

Neproductive sunt afixele care sunt identificabile ca afixe, dar nu se mai aplică unor cuvinte noi. Acestea sunt lexicale, de exemplu sufixul fr  -ange (louer „a lăuda” → louange „laudă”), prefixul en  be- (head „cap” → behead „a decapita”), sufixul hu  -nok (pohár „pahar” → pohárnok „paharnic”).
Între cele două feluri de afixe se situează cele ocazional productive, numite și semiproductive, de pildă prefixul din en  unhappy „nefericit” sau sufixul din en  beautify „a înfrumuseța”.
De menționat că unul și același afix poate avea mai multe sensuri, iar într-un anumit sens poate fi productiv, iar în altul neproductiv. De exemplu sufixul hu  -ság/-ség este productiv ca formator de substantive abstracte (ex. szépség „frumusețe” de mai sus), dar nu și în cel de formator de nume de instituție, ex. rendőrség „poliție”.

## Tipuri de afixe

### Prefixul
Prefixul este un afix prin care se obține un cuvânt ce aparține aceleiași părți de vorbire ca și cuvântul bază.

#### Prefixe gramaticale
Există limbi în care categoriile și raporturile gramaticale se exprimă în principal prin prefixe, de exemplu limba swahili, în care se exprimă astfel singularul și pluralul, ex. m-toto „copil” – wa-toto „copii”.
Și alte limbi, despre care nu se poate spune același lucru, au totuși prefixe gramaticale. Astfel se exprimă, bunăoară în limbile din diasistemul slav de centru-sud, gradul superlativ relativ: najnoviji „cel mai nou”. De asemenea, în limba maghiară: legszebb „cel mai frumos, cea mai frumoasă”.
În gramaticile limbilor slave, de exemplu, este luată în seamă la verb categoria gramaticală a aspectului, acesta putând fi perfectiv sau imperfectiv. Cel perfectiv se exprimă, printre alte mijloace, cu anumite prefixe, printre care unele au exclusiv această funcție la forma de trecut corespunzătoare perfectului compus din română, ex. Majka je oprala rublje „Mama a spălat rufe” (aspect perfectiv) vs. Majka je prala rublje „Mama spăla rufe” (aspect imperfectiv). Aceleași prefixe, aplicate verbului cu formă de prezent, constituie unul din procedeele de exprimare a viitorului: Kad odspavam, bit će bolje „După ce voi fi dormit, va fi mai bine”.
Aceeași funcție o are în maghiară prefixul meg-, amintit mai sus. În unele gramatici se consideră că pe lângă aspect, cu prefixe se exprimă și altă categorie a verbului, modul de acțiune. De exemplu verbul meglátogat înseamnă „a face o vizită” (aspect perfectiv și mod de acțiune semelfactiv) vs. látogat „a vizita” (aspect imperfectiv și mod iterativ-durativ). Funcția exclusiv gramaticală a multor prefixe depinde de verbul concret cu care se folosește, ex. beken „a unge (complet)” (aspect perfectiv și mod total) vs. ken „a unge” (aspect imperfectiv și mod iterativ-durativ). Cu alte verbe, asemenea prefixe pot avea și un sens lexical (vezi mai jos). Și în această limbă, perfectivitatea se referă la trecut (Megírtam a levelet „Am scris scrisoarea”) și la viitor, verbul având formă de prezent: Elolvassa a könyvet „Va citi cartea”.

#### Prefixe lexicale
Prefixarea este unul din procedeele formării de cuvinte ca mijloc intern de îmbogățire a lexicului, prin care se formează cuvinte aparținând aceleiași părți de vorbire ca cel bază, dar cu sens schimbat. Astfel se formează:
- substantive:

- ro  răsputeri;
- sr  protivnapad „contraatac”;
- en  copresident „copreședinte”;
- fr  minijupe „minijupă”;

- adjective:

- ro  necinstit;
- cnr  izvanredni „extraordinar”;
- en  unhappy „nefericit” ;
- fr  malheureux „nefericit”;

- verbe:

- ro  descreți;
- hr  prepisati (perfectiv), prepisivati (imperfectiv) „a transcrie”;
- en  misrepresent „a descrie/a prezenta greșit”;
- fr  défaire „a desface”;

- adverbe:

- sr  prekjuče „alaltăieri”;
- fr  malheureusement „din nefericire”.

Uneori se adaugă două prefixe unui cuvânt, mai rar chiar trei: fr  indéracinable „care nu se poate dezrădăcina” (cu două prefixe), indécomposable „care nu se poate descompune” (cu trei prefixe), sr  posakrivati „a ascunde mai multe lucruri unul după altul” (cu două prefixe).

#### Prefixe gramaticale și lexicale
Multe prefixe sunt în același timp gramaticale și lexicale. Astfel sunt o parte din cele care exprimă aspectul și modul de acțiune. Acestea schimbă totodată și sensul lexical al verbului. De exemplu, din hr  pisati (imperfectiv) „a scrie” derivă prepisati „a transcrie, a copia” care devine totodată perfectiv.
Și în maghiară, multe prefixe verbale schimbă mai mult sau mai puțin sensul verbului bază. De pildă de la verbul megy „a merge” se obțin kimegy „a ieși”, bemegy „a intra”, felmegy „a urca”, lemegy „a coborî”, elmegy „a pleca”, visszamegy „a se întoarce”, összemegy „a intra la apă” (despre un material textil), „a se brânzi” (despre lapte). În această limbă, verbul cu prefix poate fi și imperfectiv la timpul trecut, dar atunci prefixul se detașează și devine postpus. Exemplu, tot cu verbul bază megy:
Átmentem az utcán „Am trecut strada” (perfectiv) vs. Mentem át az utcán, mikor eszembe jutott, hogy otthon várnak „Traversam strada când mi-am adus aminte că sunt așteptat(ă) acasă”.

### Sufixul
Sufixul este un afix prin adăugarea căruia rezultă un cuvânt ce aparține aceleiași părți de vorbire ca și cuvântul bază, sau unul altă parte de vorbire.

#### Sufixe gramaticale
În unele limbi, categoriile și raporturile gramaticale se exprimă preponderent prin sufixe. În limba turcă, de pildă, toate afixele sunt sufixe.

##### Desinența
Sufixe gramaticale prin excelență sunt desinențele. Se deosebesc de celelalte sufixe prin faptul că nu mai pot fi urmate de alt sufix.
În limbile preponderent sintetice, cum sunt cele aglutinante și o parte din cele flexionare, sunt două tipuri de desinențe. Unul din tipuri este propriu părților de vorbire nominale și exprimă, în funcție de limbă, categorii ale acestora precum cazul, numărul și genul, prin cazuri realizându-se unele funcții sintactice, precum cel de complement de diverse tipuri. Al doilea tip este cel al desinențelor personale, specifice verbului, care exprimă categorii ale acestuia precum persoana și numărul.
Există unele diferențe între limbile aglutinante și cele flexionare în privința numărului de categorii gramaticale exprimate de un sufix. Specificul limbilor aglutinante față de cele flexionare este că, cel puțin în cazul unor părți de vorbire, o desinență exprimă o singură categorie gramaticală. În domeniul părților de vorbire nominale, această diferență este netă între o limbă precum latina și una precum maghiara. De exemplu, în limba latină, flexionară, desinența -as a cuvântului terras „pământuri” marchează atât genul (feminin), cât și numărul (plural) și cazul (acuzativ). În schimb în limba maghiară, aglutinantă, în cuvântul corespunzător, földeket, pluralul și acuzativul sunt marcate de morfeme diferite, respectiv sufixul -k și desinența -t.
În cazul desinențelor verbului nu există aceeași diferență între limbile flexionare și maghiară ca în cazul desinențelor nominale, dat fiind că nici în cea din urmă desinența personală nu exprimă doar persoana. Bunăoară desinența -m a verbului látom „îl/o/îi/le văd” se referă în același timp la trei lucruri: la număr, la persoana gramaticală a subiectului și la faptul că verbul are complement direct definit, inclusiv că acesta este de persoana a III-a.

##### Alte sufixe gramaticale
Sunt și alte sufixe gramaticale decât desinențele, plasate înaintea desinențelor. Un asemenea sufix poate avea într-o anumită limbă o funcție pe care în altă limbă o îndeplinește o desinență. După cum se vede mai sus, în maghiară, pluralul substantivului este exprimat nu de o desinență, ci de alt sufix. Asemenea sufixe mai pot fi folosite, în funcție de limbă, pentru a exprima, de pildă:
- modul și timpul verbului: ro  lucram (imperfect)[40];
- aspectul verbului: sr  tresnuti „a scutura” (perfectiv), obećavati „a promite” (imperfectiv)[41];
- persoana și numărul posesorului/posesorilor: hu  kertünk „grădina noastră”[22];
- faptul că substantivul este posesor: hu  a fiamé „al/a fiului meu”[22];
- gradul comparativ de superioritate: cnr  zadovolniji „mai mulțumit”[42].

#### Sufixe lexicale
Unele astfel de sufixe formează cuvinte aparținând altei părți de vorbire decât cuvintele bază. Exemple:
- adjectiv → adverb: fr  vive „vioaie” → vivement „cu vioiciune”[2];
- adjectiv → substantiv: en  happy „fericit” → happiness „fericire”[1];
- adjectiv → verb: fr  égal „egal” → égaler „a égala”[17];
- adverb → adjectiv: sr  sutra „mâine” → sutrašnji „de mâine”[43];
- interjecție → verb: hu  jaj „vai” → jajgat „a se văicări”[44];
- numeral → substantiv: sr  deset „zece” → desetak „vreo zece”[45];
- substantiv → adjectiv: ro  rugină → ruginiu[5];
- substantiv → adverb: ro  voinic → voinicește[5];
- substantiv → verb: en  standard → standardize „a standardiza”[1];
- verb → adjectiv: hu  tanul „a învăța” → tanulatlan „neînvățat(ă)” (persoană)[46];
- verb → substantiv: ro  linge → lingău[5].

Unele din aceste sufixe, plus altele, formează cuvinte noi aparținând aceleiași părți de vorbire ca și cuvintele bază, schimbându-le sensul sau adăugându-le nuanțe de sens sau stilistice. Există relativ multe asemenea sensuri și nuanțe. Câteva exemple:
- substantiv → substantiv:

- → diminutiv: ro  vultur → vulturaș;
- → hipocoristic: ro  bărbat → bărbățel;
- → augmentativ: sr  glava „cap” → glavurda „căpățână”;
- → colectiv: fr  hêtre „fag” → hêtraie „făget”;
- → abstract: sr  prijatelj „prieten” → prijateljstvo „prietenie”;
- → etnonim: sr  Brazilija „Brazilia” → Brazilac „brazilian”;

- adjectiv → adjectiv:

- → aproximativ: fr  jaune „galben” → jaunâtre „gălbui”;
- → peiorativ: fr  blond → blondasse „blond spălăcit”;
- → meliorativ: ro  prost → prostuț;
- → intensiv: sr  mali „mic” → majušan „foarte mic, minuscul”;
- → hipocoristic: hu  nagy „mare” → nagyocska „mărișor”;

- pronume → pronume:

- → diminutiv: ro  matale → mătăluță;

- verb → verb:

- → peiorativ: fr  rêver „a visa” → rêvasser „a visa cu ochii deschiși”;
- → diminutiv și/sau depreciativ: hu  olvas „a citi” → olvasgat „a citi puțin/superficial”.

#### Sufixe gramaticale sau lexicale
În cazul unor sufixe este greu de precizat dacă sunt gramaticale (flexionare) sau lexicale (derivaționale), de aceea se observă diferențe între gramatici, uneori ale aceleiași limbi. De exemplu, sufixele care formează substantive feminine de la substantive masculine sunt considerate flexionare de către Dubois 2002 (ex. fr  duc „duce” → duchesse), dar derivaționale de către Grevisse și Goosse 2007, ex. comte „conte” → comtesse „contesă”. Tot derivaționale le consideră și Constantinescu-Dobridor 1998: feminine din masculine (leu → leoaică) și masculine din feminine (curcă → curcan).
În gramatici ale limbii maghiare apar ca derivaționale sufixe verbale care exprimă diateze și alte tipuri de verbe, de exemplu:
- verbe medii: bolyhozódik „a se scămoșa”;
- verbe pasive: foglaltatik „a fi cuprins” (în ceva);
- verbe reflexive: mosakodik „a se spăla”;
- verbe factitive: utaztat „a face (pe cineva) să călătorească”;
- verbe potențiale: nézhet „a putea privi”.

#### Cumul de sufixe
În funcție de limbă, un cuvânt poate conține mai multe sau mai puține sufixe, într-o ordine determinată de reguli specifice limbii date. De exemplu, cuvântul en  standardizeable conține două sufixe, a căror ordine nu se poate schimba.
Maghiara este o limbă în care un cuvânt poate conține relativ multe sufixe lexicale și gramaticale. De exemplu, cuvântul adatolhatatlanságot „imposibilitate de a documenta” (la cazul acuzativ) conține șase, cuvântul fiind format astfel: ad „dă” + -at → adat „dată” (informație) + -ol → adatol „a documenta” + -hat → adatolhat „poate documenta” + -atlan → adatolhatatlan „imposibil de documentat” + -ság → adatolhatatlanság „imposibilitate de a documenta” + -t → adatolhatatlanságot „imposibilitate de a documenta” (acuzativ).

### Infixul
Infixul este un afix inserat în rădăcina unui cuvânt. Este comun în unele limbi precum limba tagalog, vorbită în nordul Filipinelor. Astfel se exprimă, de exemplu, timpul trecut: ibigay „dă” vs. ibinigay „a dat”. 
Există infixe și în limba latină, de exemplu -n-. Acesta intervine în rădăcina jug-, a cuvântului jugum „jug”, rezultând tema jung-, a cuvântului jungere „a uni”. Alt infix, -m-, intervine, de pildă, în rădăcina rup-, prezentă în forma de participiu ruptum „rupt”, ceea ce dă forma de indicativ prezent rumpo „(eu) rup”.

### Circumfixul
Uneori se numește circumfix sau ambifix combinația unui prefix și a unui sufix. Adăugarea acestora se numește derivare parasintetică.
După unii autori, termenul se referă numai la adăugarea concomitentă a afixelor, adică fără unul din ele cuvântul nu este corect, de exemplu fr  dévitaliser, „a devitaliza”, ro  îmbărbăta.
După alți autori, nu este necesar ca adăugarea să fie concomintentă, ca în exemplele en  enlighten „a ilumina, a lămuri” (< en- + lighten) , sau ro  încuietoare (< încuia + -toare).